# سسک جنبان
سسک جنبان یا سسک بوته‌ای رگه‌دار (نام علمی: Scotocerca inquieta) گونه‌ای از پرنده‌های خانواده Cettiidae است. این پرنده در کشورهای زیر زندگی می‌کند:
افغانستان، الجزایر، مصر، هند، ایران، اسرائیل، اردن، قزاقستان، لبنان، لیبی، موریتانی، مراکش، عمان، پاکستان، منطقه فلسطین، روسیه، عربستان سعودی، سوریه، تاجیکستان، تونس، ترکمنستان، امارات متحده عربی، ازبکستان، و یمن.

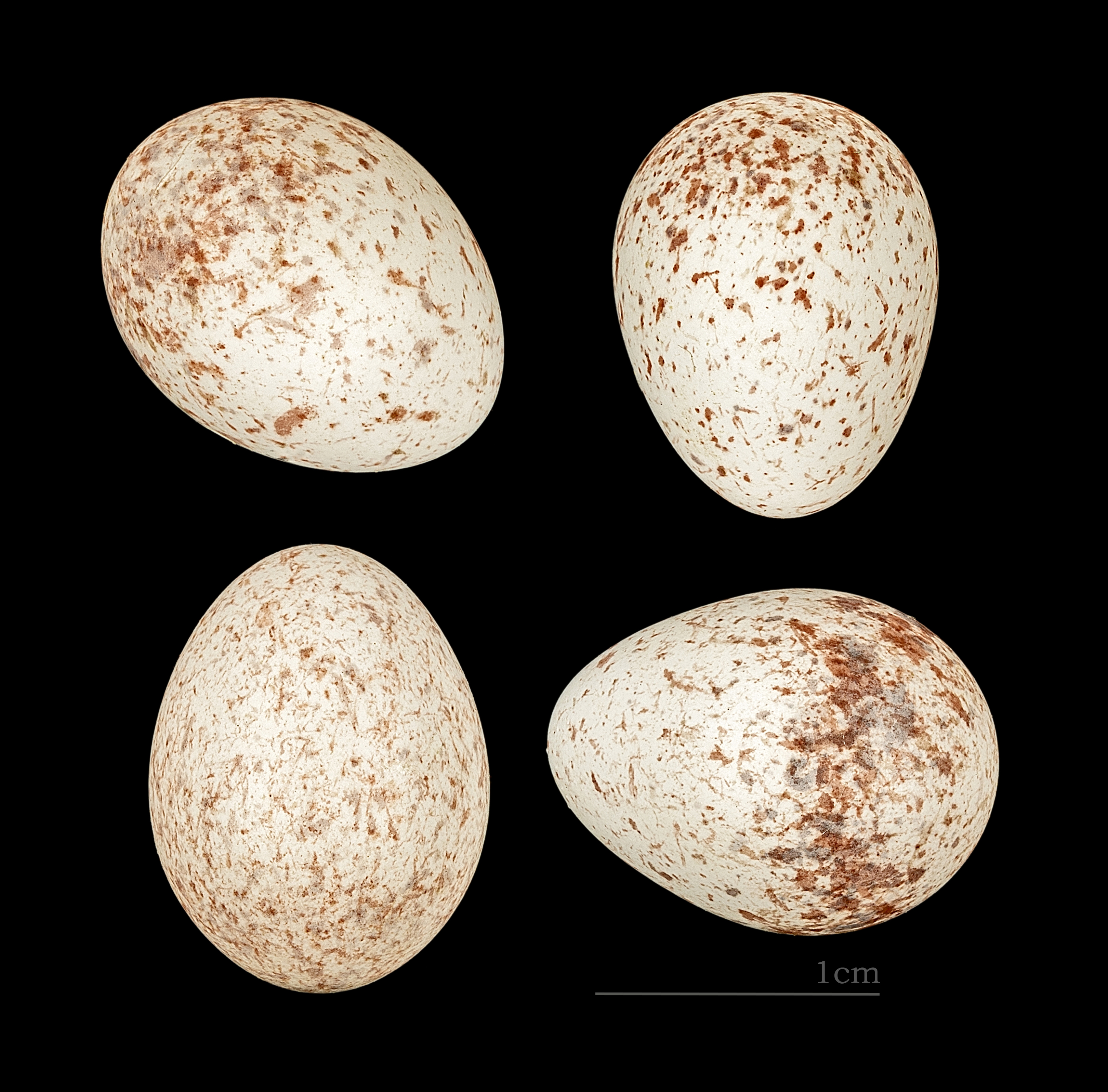
Scotocerca inquieta saharae

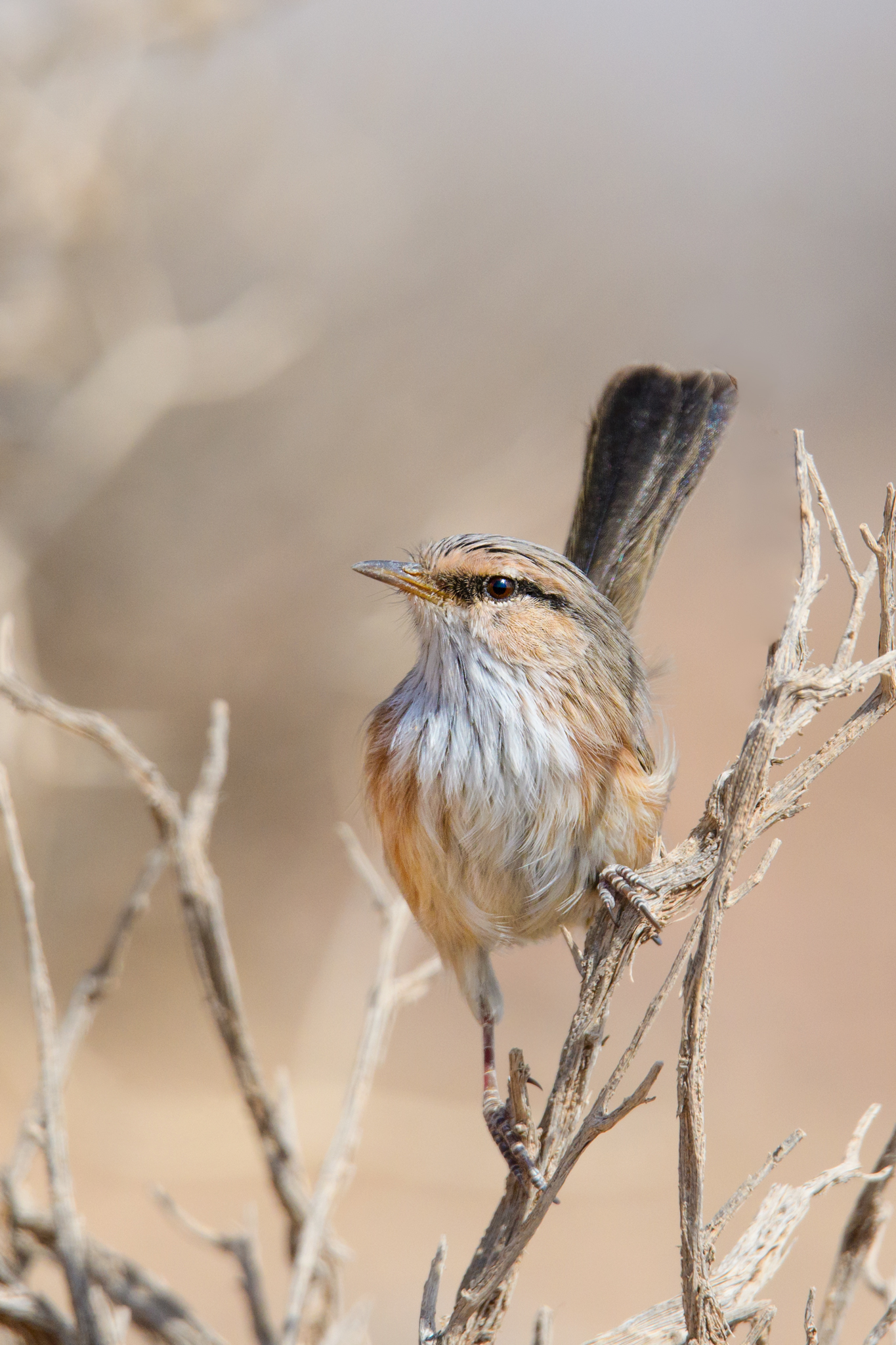
سسک جنبان در منطقه شکارممنوع پروند